# Phoma peltigerae
Phoma peltigerae är en lavart som först beskrevs av Petter Adolf Karsten, och fick sitt nu gällande namn av David Leslie Hawksworth 1980. Phoma peltigerae ingår i släktet Phoma, ordningen Pleosporales, klassen Dothideomycetes, divisionen sporsäcksvampar och riket svampar.  Arten är reproducerande i Sverige. Inga underarter finns listade i Catalogue of Life.